# Jean Paulo Fernandes Filho
Jean Paulo Fernandes Filho (Salvador, Bahía, 26 de octubre de 1995), más conocido como simplemente Jean, es un futbolista brasileño que juega de portero. Su equipo actual es Cerro Porteño de la Primera División de Paraguay.

## Trayectoria

### Bahía
Jean culminó su formación juvenil en Bahia, ascendiendo a la plantilla principal en 2015. En febrero de ese mismo año fue elegido como titular, aprovechando una crisis de lesiones en la plantilla principal, y firmó un nuevo contrato de tres años con el club a finales de mes.
Hizo su debut profesional el 9 de mayo de 2015, comenzando en un empate 1-1 como visitante contra América Mineiro por el campeonato de la Série B. Principalmente fue suplente durante la campaña de ascenso del club, solo participó en tres partidos de liga durante ese año.
Jean se convirtió en un titular indiscutible durante la temporada 2017 e hizo su debut en la Serie A el 14 de mayo de 2017 en una goleada en casa por 6-2 al Atlético Paranaense. Participó en los 38 partidos de liga del torneo, ya que su equipo terminó en una posición intermedia.

### Sao Paulo
El 22 de diciembre de 2017, Jean acordó un contrato de cinco años con el São Paulo de la Serie A.  El 9 de enero de 2020, el jugador vio suspendido su contrato hasta fin de año tras una acusación de violencia contra su esposa el mes anterior.

#### Atlético Goianiense (cedido)
El 13 de enero de 2020, Jean fue cedido al Atlético Goianiense. El 13 de septiembre, marcó el primer gol de su carrera en la victoria por 1-0 en la Serie A contra Bahía, con un rebote de volea en la barrera de un tiro libre que él mismo había ejecutado. Anotó cinco veces más durante esa temporada, todas ellas de penalti. El 27 de febrero de 2021 ganó el título del Campeonato Goiano 2020.

#### Cerro Porteño (cedido)
El 27 de marzo de 2021, Jean fichó cedido hasta diciembre por Cerro Porteño de la Primera División de Paraguay. Fernandes ingresó al club en reemplazo del arquero titular, el uruguayo - paraguayo Rodrigo Muñoz, que se encontraba lesionado. A su llegada, Fernandes solo pudo disputar partidos de la Copa Libertadores 2021.

## Selección nacional
El 15 de mayo de 2015 Jean fue citado por la selección de Brasil sub-20 para disputar la Copa Mundial de Fútbol Sub-20.Torneo en el que lograron el subcampeonato luego de perder en la final contra el Seleccionado de Servia 2 a 1.Es uno de los porteros con mayor proyección en Brasil.

## Vida privada

### Arresto por violencia doméstica
El 18 de diciembre de 2019, Jean Fernandes fue arrestado en Estados Unidos luego de ser acusado por su esposa de haberla agredido. São Paulo, su club en ese momento, decidió rescindir su contrato, que se extendería hasta 2022, pero esperaría al final del período de vacaciones para consumar la decisión. Sin embargo, el club optó únicamente por la suspensión del contrato del futbolista. La decisión se tomó considerando que en caso de terminación inmediata, el club tendría que pagar salarios y derechos laborales hasta 2022.

## Estadísticas
Actualizado al último partido disputado el 3 de septiembre de 2020.
| Club | Div.          | Temporada     | Liga  | Liga  | Estatal | Estatal | Copas nacionales(1) | Copas nacionales(1) | Copas internacionales(2) | Copas internacionales(2) | Otras(3) | Otras(3) | Total | Total |
| Club | Div.          | Temporada     | Part. | Goles | Part.   | Goles   | Part.               | Goles               | Part.                    | Goles                    | Part.    | Goles    | Part. | Goles |
| --- | ------------- | ------------- | ----- | ----- | ------- | ------- | ------------------- | ------------------- | ------------------------ | ------------------------ | -------- | -------- | ----- | ----- |
| Bahia Brasil |               |               |       |       |         |         |                     |                     |                          |                          |          |          |       |       |
| 2.ª | 2015          | 2             | 0     | 9     | 0       | -       | -                   | -                   | -                        | 5                        | 0        | 16       | 0     |       |
| 2.ª | 2016          | 3             | 0     | 0     | 0       | 0       | 0                   | -                   | -                        | 1                        | 0        | 4        | 0     |       |
| 1.ª | 2017          | 38            | 0     | 6     | 0       | 2       | 0                   | -                   | -                        | 10                       | 0        | 56       | 0     |       |
| Total club | Total club    | 43            | 0     | 15    | 0       | 2       | 0                   | 0                   | 0                        | 16                       | 0        | 76       | 0     |       |
| São Paulo Brasil |               |               |       |       |         |         |                     |                     |                          |                          |          |          |       |       |
| 1.ª | 2018          | 10            | 0     | 4     | 0       | 2       | 0                   | 2                   | 0                        | -                        | -        | 18       | 0     |       |
| 1.ª | 2019          | 0             | 0     | 1     | 0       | 0       | 0                   | 0                   | 0                        | -                        | -        | 1        | 0     |       |
| Total club | Total club    | 10            | 0     | 5     | 0       | 2       | 0                   | 2                   | 0                        | 0                        | 0        | 19       | 0     |       |
| Atlético Goianiense Brasil |               |               |       |       |         |         |                     |                     |                          |                          |          |          |       |       |
| 1.ª | 2020          | 6             | 0     | 2     | 0       | 1       | 0                   | 0                   | 0                        | -                        | -        | 9        | 0     |       |
| Total club | Total club    | 6             | 0     | 2     | 0       | 1       | 0                   | 0                   | 0                        | 0                        | 0        | 9        | 0     |       |
| Cerro Porteño Paraguay |               |               |       |       |         |         |                     |                     |                          |                          |          |          |       |       |
| 1.ª | 2021          | 17            | 0     | 0     | 0       | 0       | 0                   | 8                   | 0                        | -                        | -        | 25       | 0     |       |
| 1.ª | 2022          | 37            | 0     | 0     | 0       | 0       | 0                   | 8                   | 0                        | -                        | -        | 45       | 0     |       |
| 1.ª | 2023          | 40            | 0     | 0     | 0       | 0       | 0                   | 8                   | 0                        | -                        | -        | 48       | 0     |       |
| Total club | Total club    | 94            | 0     | 0     | 0       | 0       | 0                   | 24                  | 0                        | 0                        | 0        | 118      | 0     |       |
| Total carrera | Total carrera | Total carrera | 146   | 0     | 22      | 0       | 5                   | 0                   | 26                       | 0                        | 16       | 0        | 215   | 0     |
| (1) Incluye datos de la Copa de Brasil (2) Incluye datos de la Copa Libertadores (2) Incluye datos de la Copa Sudamericana (3) Incluye datos de la Copa do Nordeste |               |               |       |       |         |         |                     |                     |                          |                          |          |          |       |       |

## Palmarés

### Títulos nacionales
| Título            | Club          | País     | Año  |
| ----------------- | ------------- | -------- | ---- |
| Campeonato Baiano | Bahia         | Brasil   | 2015 |
| Copa do Nordeste  | Bahia         | Brasil   | 2017 |
| Torneo Clausura   | Cerro Porteño | Paraguay | 2021 |

### Otros logros
- Subcampeón de la Copa Mundial de Fútbol Sub-20 de 2015 con la selección de Brasil.

### Distinciones individuales
| Distinción                  | Club          | Año  |
| --------------------------- | ------------- | ---- |
| Mejor arquero del año (APF) | Cerro Porteño | 2021 |
| Jugador de la gente (APF)   | Cerro Porteño | 2021 |